# Defesa do pânico de gays
A defesa do pânico de gays é uma estratégia legal na qual um réu alega que agiu em um estado de insanidade violenta e temporária, cometendo agressão ou assassinato, por causa de avanços sexuais indesejados de pessoa(s) do mesmo sexo biológico. Um réu pode alegar ter considerado os avanços sexuais do mesmo sexo tão ofensivos ou assustadores que foram provocados a reagir, estavam agindo em autodefesa, possuíam capacidade diminuída ou estavam temporariamente insanos, e que esta circunstância é desculpadora ou atenuante.
A defesa do pânico de trans é uma defesa intimamente relacionada aplicada em casos de agressão, homicídio ou assassinato de um indivíduo transgênero com o(a) qual o(s) agressor(es) tiveram relações sexuais sem saber que a vítima é transgênero, gerando no agressor uma alegada reação de pânico de trans, geralmente uma manifestação de homofobia ou transfobia.
Em geral, as defesas podem ser chamadas de defesa do pânico de gays e trans ou defesa do pânico de LGBTQ+. Elas são geralmente usados por homens heterossexuais cisgêneros contra homens gays e mulheres trans.

## História
A defesa do pânico de gays surgiu de uma combinação de uma defesa legal de meados do século XIX e um transtorno mental descrito no início do século XX. Ela visa aplicar o enquadramento jurídico da defesa de insanidade temporária, utilizando a condição mental de "transtorno do pânico homossexual".

### Defesa de insanidade temporária
O quadro jurídico da defesa da insanidade temporária remonta a 1859 e busca um veredicto de inocente por motivo de insanidade.

### Transtorno do pânico homossexual
O psiquiatra Edward J. Kempf cunhou o termo "pânico homossexual" em 1920 e identificou-o como uma condição de "pânico devido à pressão de desejos sexuais perversos incontroláveis". Kempf cunhou o termo pânico homossexual para a condição e classificou-o como um transtorno dissociativo pernicioso agudo, significando que envolvia uma interrupção nas funções típicas de percepção e memória.  Kempf identificou a condição durante e após a Primeira Guerra Mundial no Hospital St. Elizabeths em Washington, DC. A doença foi brevemente incluída no DSM-1 como um termo suplementar no Apêndice C, mas não apareceu em quaisquer edições subsequentes do DSM e, portanto, não é considerada uma condição diagnosticável.
Ao contrário da defesa legal criada posteriormente e com o seu nome, o aparecimento da doença não foi atribuído a avanços homossexuais indesejados. Em vez disso, Kempf afirmou que foi causado pelos "desejos homossexuais despertados" do próprio indivíduo.
O pânico homossexual como um transtorno de saúde mental é diferente da defesa do pânico de homossexual (DPH; também conhecida como defesa do pânico de gays) dentro do sistema legal. Enquanto o transtorno do pânico homossexual foi em um ponto considerado uma condição médica diagnosticável, a DPH implica apenas uma perda temporária de autocontrole.

## Jurisdições

### Austrália
Na Austrália, é conhecido como "defesa de avanço homossexual" (HAD). Sobre o status do HAD na Austrália, Kent Blore escreveu:
Embora a defesa de avanço homossexual não possa ser encontrada em nenhum lugar da legislação, seu enraizamento na jurisprudência lhe confere força de lei. […] Vários estados e territórios australianos aboliram totalmente a defesa geral da provocação ou excluíram os avanços homossexuais não violentos de seu âmbito. Dos que aboliram totalmente a provocação, a Tasmânia foi a primeira a fazê-lo em 2003.
Victoria aprovou reformas semelhantes em 2005, seguida pela Austrália Ocidental em 2008 e Queensland em 2017 (com uma cláusula que permite tal em 'circunstâncias excepcionais', desde que determinado por um magistrado). Em uma abordagem diferente, New South Wales, o ACT e o Território do Norte implementaram mudanças para estipular que avanços sexuais não violentos (de qualquer tipo, incluindo homossexuais) não são uma defesa válida.
A Austrália do Sul foi a primeira jurisdição australiana a legalizar atos homossexuais consensuais em 1975; no entanto, a Desde April 2017  foi a única jurisdição australiana que não revogou ou reformulou a defesa  do pânico de gays. Em 2015, o governo estadual da Austrália do Sul estava aguardando o relatório do Instituto de Reforma da Lei da Austrália do Sul e o resultado do recurso ao Tribunal Superior do Tribunal de Apelação Criminal do Sul da Austrália. Em 2011, Andrew Negre foi morto por Michael Lindsay espancando-o e esfaqueando-o. A principal defesa de Lindsay foi que ele apunhalou Negre no peito e abdômen, mas a morte de Negre foi o resultado de outra pessoa cortando a garganta de Negre. A defesa secundária foi que a ação de Lindsay em esfaquear Negre foi porque ele perdeu o autocontrole depois que Negre fez investidas sexuais contra ele e se ofereceu para pagar Lindsay por sexo. O júri condenou Lindsay por assassinato e ele foi sentenciado à prisão perpétua com um período de 23 anos sem liberdade condicional. O Tribunal de Apelação Criminal manteve a condenação, concluindo que as instruções para o júri sobre a defesa contra o pânico gay eram falhas, mas que todo júri razoável teria concluído que uma pessoa comum não teria perdido o autocontrole e agido da maneira que Lindsay agiu.  A Suprema Corte considerou que um júri devidamente instruído pode ter concluído que uma oferta de dinheiro por sexo feita por um homem caucasiano a um homem aborígine, na casa deste último e na presença de sua esposa e família, pode ter tido uma pungência de um avanço sexual indesejado feito por um homem em relação a outro que em outras circunstâncias não teria ocorrido. Lindsay foi re-julgada e novamente condenada por assassinato. O Tribunal de Recurso Criminal manteve a condenação,  e um pedido de licença especial para recorrer ao Tribunal Superior foi indeferido.  Em abril de 2017, o South Australian Law Reform Institute recomendou que a lei da provocação fosse reformada para remover a discriminação com base na orientação sexual e/ou gênero, mas que a remoção de um avanço sexual não violento como uma defesa parcial ao assassinato fosse adiada até a fase 2 do relatório ser produzida.
Em abril de 2019, o governo da Austrália do Sul anunciou que a defesa do pânico de gays será revogada. Uma "fase de consulta à comunidade" está sendo estabelecida e um projeto de lei será apresentado em breve ao Parlamento da Austrália do Sul e aprovado e implementado até 2020.

### Nova Zelândia
Em 2003, um designer de interiores gay e ex-apresentador de televisão, David McNee, foi morto por uma trabalhadora do sexo de meio período, Phillip Layton Edwards. Edwards disse em seu julgamento que disse a McNee que não era gay, mas que se masturbaria na frente dele em uma base "sem toque" por dinheiro. A defesa argumentou com sucesso que Edwards, que tinha 56 condenações anteriores e estava em liberdade condicional por 11 dias, foi provocado a espancar McNee depois que ele violou seu acordo de "não tocar". Edwards foi preso por nove anos por homicídio culposo.
Em julho de 2009, Ferdinand Ambach, 32, um turista húngaro, foi condenado pelo assassinato de Ronald Brown, 69, ao bater nele com um banjo e enfiar o instrumento na garganta de Brown. Ambach foi inicialmente acusado de assassinato, mas a acusação foi rebaixada para homicídio culposo depois que o advogado de Ambach invocou com sucesso a defesa do pânico de gays.
Em 26 de novembro de 2009, o Parlamento da Nova Zelândia votou pela abolição da Seção 169 da Lei de Crimes de 1961, removendo a defesa de provocação da lei da Nova Zelândia, embora tenha sido argumentado por alguns que essa mudança tenha sido mais um resultado do fracasso da defesa de provocação no julgamento de assassinato da Sopphie Elliott por seu ex-namorado.

### Filipinas
Lance Cpl. Joseph Scott Pemberton, um fuzileiro naval americano de Massachusetts, foi condenado por homicídio (mas não por assassinato) no assassinato de Jennifer Laude em um quarto de motel em Olongapo, nas Filipinas, em 2014. A polícia disse que Pemberton ficou furioso depois de descobrir que Laude era uma mulher transexual. Depois que Pemberton cumpriu seis anos de uma sentença de dez anos, o presidente Rodrigo Duterte concedeu-lhe um "perdão absoluto". Sen. Imee Marcos disse que o perdão ajudaria as Filipinas a manter relações "muito profundas e muito cordiais" com os Estados Unidos.

### Reino Unido
Orientação dada ao advogado pelo Crown Prosecution Service da Inglaterra e País de Gales declara: "O fato de a vítima ter feito uma abordagem sexual ao réu não fornece, por si só, automaticamente ao réu uma defesa de legítima defesa pelas ações que ele então pegue". No Reino Unido, ela é conhecida há décadas como a "defesa de Portsmouth" ou a "defesa do guarda". O último termo foi usado em um episódio de 1980 de Rumpole of the Bailey.

### Estados Unidos

#### Leis federais
Em 2018, o senador Edward Markey (D-MA) e o deputado Joseph Kennedy III (D-MA) introduziram o S.3188  e o HR6358,  respectivamente, o que baniria a defesa do pânico de gays e trans em nível nacional. Ambos os projetos morreram na comissão.
Em junho de 2019, o projeto de lei foi reintroduzido em ambas as casas do Congresso como Lei de Proibição da Defesa do Pânico de Homossexuais e Trans de 2019 (S.1721 e HR3133).   Os projetos proíbem um réu criminal federal de afirmar, como defesa, que o avanço sexual não violento de um indivíduo ou uma percepção ou crença de gênero, identidade de gênero ou expressão ou orientação sexual de um indivíduo justifica ou justifica a conduta ou atenua a gravidade de uma ofensa.

#### Leis estaduais

Estados que baniram (azul) ou estão considerando banir (rosa) a defesa de gays e transpânico, em julho de 2020

Em 2006, a Califórnia alterou seu código penal para incluir instruções do júri para ignorar parcialidade, simpatia, preconceito ou opinião pública ao tomar sua decisão, e uma diretiva foi feita para educar os escritórios distritais de promotores sobre estratégias de pânico e como evitar que o preconceito afete os resultados de julgamento.   A American Bar Association (ABA) aprovou por unanimidade uma resolução em 2013 instando os governos a seguirem o exemplo da Califórnia ao prescrever instruções explícitas aos jurados para ignorar vieses e educar os promotores sobre as defesas do pânico.
Seguindo a resolução da ABA em 2013, a Ordem dos Advogados LGBT continua a trabalhar com legisladores preocupados em nível estadual a ajudar a proibir o uso dessa tática em tribunais em todo o país.
Em 27 de setembro de 2014, o governador Jerry Brown assinou o projeto de lei nº 2501, tornando a Califórnia o primeiro estado dos EUA a proibir a defesa de pânico de gays e trans. AB 2501 afirma que a descoberta, o conhecimento ou a revelação potencial do gênero real ou percebido da vítima, identidade de gênero, expressão de gênero ou orientação sexual não constitui, por si só, provocação suficiente para justificar uma sanção penal menor de homicídio culposo.
Em agosto de 2017, Bruce Rauner, governador de Illinois, assinou o SB1761, proibindo as defesas do pânico de gays e trans naquele estado.
Em junho de 2018, H7066aa e S3014, projetos de lei para proibir a defesa do pânico de gays e trans foram aprovados na Assembleia de Rhode Island com ampla margem: a Câmara votou 68–2 e a voz do Senado votou 27-0. O governador de Rhode Island sancionou o projeto de lei um mês depois, em julho de 2018. A lei entrou em vigor imediatamente.
Em 2019, a Legislatura do Estado de Nova York mais uma vez considerou proibir a defesa do pânico de gays. Para a sessão de 2019–2020, os projetos de lei considerados foram S3293 e A2707; versões anteriores do projeto de lei morreram no comitê (S7048, sessão 2013–14; A5467/S499, sessão 2015–16; A5001/S50, sessão 2017–18). Em 30 de junho de 2019, o dia da Marcha do Orgulho LGBTQ de Nova York, o governador Andrew Cuomo sancionou a proibição em lei, com efeito imediato.
Em abril de 2019, ambas as casas da Assembleia Legislativa do Estado do Havaí aprovaram projetos de lei para proibir a defesa do pânico de gays e trans (HB711 e SB2). Um comitê de conferência foi estabelecido para reconciliar as duas versões do projeto de lei; o projeto de lei reconciliado foi aprovado nas duas casas em 26 de abril de 2019 e foi sancionado dois meses depois, em 26 de junho de 2019, pelo governador David Ige. Ele entrou em vigor imediatamente.
Em maio de 2019, o Legislativo de Nevada aprovou o SB97 para proibir a defesa do pânico de gays e trans usada nas cortes e tribunais estaduais de Nevada. Em 14 de maio de 2019, o governador Steve Sisolak sancionou o SB97. A lei entrou em vigor em 1º de outubro de 2019.
Em junho de 2019, a Assembleia Geral de Connecticut aprovou o SB-0058 por unanimidade para proibir a defesa do pânico de gays e trans. O projeto foi transformado em lei pelo governador Ned Lamont. A lei entrou em vigor em 1º de outubro de 2019 de acordo com as regras regidas pela Constituição de Connecticut.
Também em junho de 2019, a legislatura do Maine aprovou um projeto de lei (votação da Câmara 132-1 e votação do Senado 35-0), que foi assinado pela governadora Janet Mills em 21 de junho de 2019 para proibir a "defesa do pânico de gays e trans" com vigência imediata.
Em junho de 2019, projetos de lei semelhantes foram apresentados em vários outros estados e no Distrito de Columbia.
Nova Jersey aprovou um projeto de lei sem um único voto em oposição à proibição da defesa do pânico de gays e trans; foi assinado em lei em janeiro de 2020.
Em fevereiro de 2020, o Legislativo do Estado de Washington aprovou um projeto de lei (votação da Câmara 90-5 com 3 dispensados e votação do Senado 46-3) para abolir a defesa do pânico de gay. O projeto foi sancionado em março de 2020, pelo governador do estado de Washington, Jay Inslee. O estado de Washington se torna o décimo estado dos EUA a proibir a defesa do pânico de gays (quando a lei entrar em vigor em junho de 2020).
Em julho de 2020, o Colorado se tornou o 11º estado dos EUA a abolir a defesa do pânico de gays.
Em dezembro de 2020, o Conselho do Distrito de Columbia votou por unanimidade um projeto de lei para proibir o uso da "defesa do pânico de gays e trans". A prefeita Muriel Bowser disse que vai assinar a medida. O projeto de lei irá então para o Capitólio para uma revisão de 30 dias legislativos pelo Congresso, exigida pela Lei de Regimento Interno do Distrito de Columbia.

#### Usos da defesa do pânico de gay
A defesa do pânico de gays é geralmente invocada em casos em que a culpa do réu é inquestionável, mas apenas para fortalecer uma "defesa da lei criminal mais tradicional, como insanidade, diminuição da capacidade, provocação ou autodefesa" e não se destina a fornecer justificativa do crime por conta própria. Embora o uso da defesa do pânico de gays para explicar a insanidade normalmente não tenha tido sucesso em obter uma absolvição completa, a capacidade diminuída, a provocação e a autodefesa foram usadas com sucesso para reduzir as acusações e sentenças.
Historicamente, nos tribunais dos Estados Unidos, o uso da defesa do pânico de gays normalmente não resultou na absolvição do réu; em vez disso, o réu era geralmente considerado culpado, mas com acusações menores, ou os juízes e júris podem ter citado a solicitação homossexual como um fator atenuante, resultando na redução da culpabilidade e das sentenças.
O caso mais famoso em que isso ocorreu foi o caso " Jenny Jones ", no qual Jonathan Schmitz foi julgado pelo assassinato em primeiro grau de Scott Amedure e, em vez disso, foi considerado culpado pelo delito menor de assassinato em segundo grau. Alguns casos em que a defesa do pânico de gay foi invocada incluem:
- Em agosto de 1954, William T. Simpson, um comissário de bordo de 27 anos da Eastern Air Lines, foi assassinado por Charles W. Lawrence e Lewis Richard Killen em uma "via de amantes" em North Miami, Florida. Por meses, Lawrence fingia ser um caroneiro na rua Biscayne Boulevard; depois de ser pego, Killen seguiria o carro em um Chevrolet verde e roubaria o motorista que pegara Lawrence. Durante o curso da investigação, Milt Sosin, um repórter do The Miami News, escreveu que Lawrence e Killen escolheram a área deliberadamente para visar às vítimas homossexuais. Lawrence confessou ter atirado em Simpson enquanto "resistia a seus avanços" e afirmou que "Simpson começou a ficar nervoso […] Eu não queria atirar nele. Eu queria atirar no para-brisa para assustá-lo e mantê-lo lá. Devo ter atingido ele".[70] Lawrence e Killen foram condenados por homicídio culposo em vez de homicídio em primeiro grau, possivelmente devido à cobertura negativa da imprensa local sobre a homossexualidade e a caracterização de Simpson como "um pervertido" durante o julgamento.[71]
- Outro exemplo da "defesa do pânico de gay" foi quando Joseph Rodriguez espancou um velho até a morte com um taco improvisado na noite de 26 de setembro de 1965.[72][67] Durante o julgamento, Rodriguez testemunhou que estava urinando em um beco quando foi agarrado por trás; temendo que o velho estivesse tentando envolvê-lo em um ato homossexual, Rodriguez começou a espancá-lo com o taco. Um perito testemunhou em defesa de Rodriguez que ele "estava agindo como resultado de um pânico agudo de homossexuais". Apesar da estratégia de defesa,  Rodriguez foi condenado por assassinato em segundo grau.

#### Usos da defesa do pânico de trans
As pessoas transgênero frequentemente experienciam um estigma elevado devido à sua identidade de gênero.
- Uma defesa de pânico de trans foi usada em 2004–2005 na Califórnia pelos três réus no caso de homicídio de Gwen Araujo, que alegaram estar furiosos com a descoberta de que Gwen, uma adolescente transgênero com quem haviam praticado sexo, tinha um pênis. Após suas suspeitas iniciais sobre seu sexo atribuído ao nascimento, Gwen foi "submetida a uma exposição genital forçada no banheiro, após a qual foi anunciado que ela era 'realmente um homem'".[73] Os réus alegaram que a falha de Gwen em revelar seu sexo e anatomia atribuídos ao nascimento era equivalente a um engano, e que a revelação subsequente de seu sexo atribuído ao nascimento "havia provocado a resposta violenta ao que Thorman representou como uma violação sexual 'tão profunda que é quase primal'".  O primeiro julgamento resultou em um impasse do júri; na segunda, os réus Mike Magidson e Jose Merél foram condenados por homicídio de segundo grau, enquanto o júri novamente empatou no caso de Jason Cazares. Cazares posteriormente entrou com um apelo de não contestação às acusações de homicídio culposo. O júri não retornou os acréscimos de crimes de ódio solicitados às condenações dos réus.[74]
- Angie Zapata foi espancada até a morte por Allen Andrade em julho de 2008. Depois que Andrade soube que Zapata tinha pênis, ela sorriu para ele e disse "Sou toda mulher"; seu advogado de defesa afirmou que o sorriso "era um ato altamente provocador e faria com que alguém tivesse uma reação agressiva" ao argumentar para que a acusação contra ele fosse reduzida para homicídio de segundo grau. O juiz Marcelo Kopcow rejeitou esse argumento,[75] e Andrade foi condenado a prisão perpétua sem possibilidade de liberdade condicional depois de ter sido condenado por um júri por homicídio em primeiro grau em 2009, após duas horas de deliberação. A condenação incluiu um endosso de crime de ódio, que se acredita ser a primeira instância de uma aplicação de crime de ódio quando a vítima é transgênero.[76]
- Islan Nettles foi espancada até a morte em Harlem logo após a meia-noite de 17 de agosto de 2013.[77] O assassino, James Dixon, só foi indiciado em março de 2015, apesar de se entregar três dias após o ataque e confessar que ficou "furioso" ao perceber que Nettles era uma mulher transexual.[78] Dixon se declarou inocente de homicídio culposo em seu indiciamento.[79] Dixon não foi acusado de assassinato, o que exigiria prova de intenção, nem foi acusado de crime de ódio.  Durante sua confissão, Dixon disse que seus amigos zombaram dele por flertar com Nettles, sem perceber que ela era transgênero. Além disso, em um incidente alguns dias antes do espancamento, seus amigos o provocaram depois que ele flertou com duas mulheres transexuais enquanto ele fazia flexões em um andaime na Rua 138 com a Oitava Avenida.  Dixon se declarou culpado e recebeu uma sentença de 12 anos de prisão, uma sentença que a mãe de Nettles considerou muito branda.[80]